# Zaćmienie Słońca z 12 października 1996

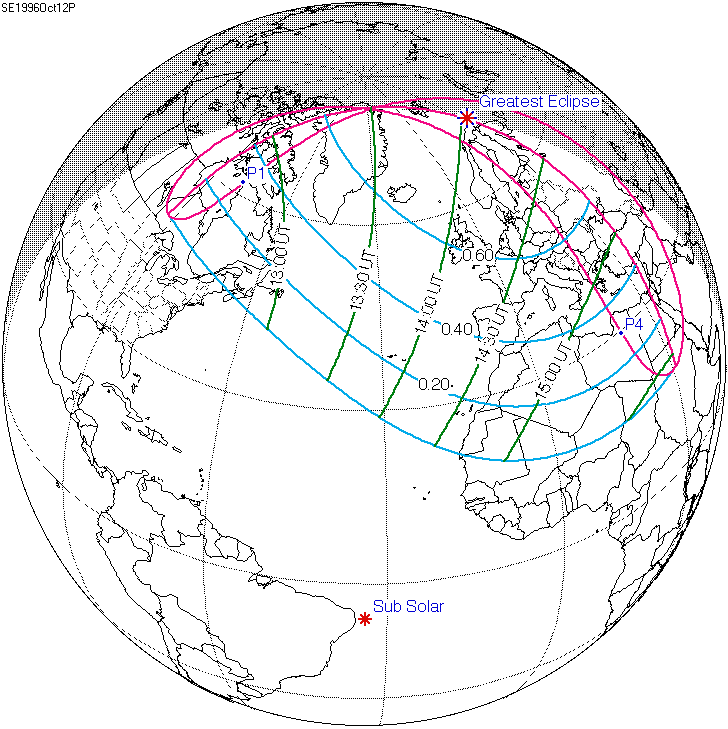
Obszar zaćmienia

Zaćmienie Słońca z 12 października 1996 widoczne było jako zaćmienie częściowe w całej Europie, w Afryce Północnej, na Grenlandii i w północno-wschodniej Kanadzie. W miejscu największego zaćmienia – na północnych krańcach Półwyspu Skandynawskiego – Księżyc zakrywał ponad 75% tarczy słonecznej. Na terytorium Polski przesłonięciu uległo ponad 60% tarczy Słońca.